# Miagrammopes extensus
Miagrammopes extensus là một loài nhện trong họ Uloboridae.
Loài này thuộc chi Miagrammopes. Miagrammopes extensus được Eugène Simon miêu tả năm 1889.